# Mazzafionda
La mazzafionda (parola composta da "mazza" e "fionda") è uno strumento da caccia primitivo composto da una forcella di legno, alle cui estremità sono attaccate strisce di materiale elastico.
I guaraní se ne servono ancora per cacciare. Viene usata per hobby, per divertimento, ma anche come una specie di arma facilmente costruibile con semplici materiali.
Pier Paolo Pasolini la cita: Frate Ninetto... tira fuori la mazzafionda, si china a prendere un sassetto e prende la mira (da Uccellacci e uccellini).